# イーストチェスター-ダイアー・アベニュー駅
イーストチェスター-ダイアー・アベニュー駅（Eastchester–Dyre Avenue）はニューヨーク市地下鉄IRTダイアー・アベニュー線の終点駅である。ブロンクス区イーストチェスターの東233丁目とダイアー・アベニューの交差点に位置し、終日5系統が停車する。

## 駅構造
| P プラットホーム階 | 南行線                                     | 平日：ブルックリン・カレッジ駅行き、週末：ボウリング・グリーン駅行き、深夜：東180丁目駅行き（ベイチェスター・アベニュー駅） → |
| P プラットホーム階 | 島式ホーム、到着番線に応じた側のドアが開く | |
| P プラットホーム階 | 南行線                                     | 平日：ブルックリン・カレッジ駅行き、週末：ボウリング・グリーン駅行き、深夜：東180丁目駅行き（ベイチェスター・アベニュー駅） → |
| M                  | メザニン                                   | 改札、駅員詰所、メトロカード自動券売機                                                                                        |
| G                  | 地上階                                     | 出入口 |

当駅は1912年5月29日にニューヨーク・ウェストチェスター・アンド・ボストン鉄道（以下NYW&B）の途中駅として開業した。その後1937年12月12日にNYW&Bが倒産した際に路線と共に廃止された。しかし、1940年にニューヨーク市がブロンクスとウェストチェスターの境界より南側の線路を購入、1941年5月15日に当駅 - 東180丁目駅間でIRTの車両を使用しシャトル運行が開始された。1957年には東180丁目駅北でIRTホワイト・プレーンズ・ロード線と接続し、同年5月6日より直通運転が開始された。
駅はもともと相対式ホーム2面と緩行線2線・急行線2線を有した2面4線の駅であったが、ニューヨーク市地下鉄の駅として再建された際に島式ホーム1面と南行線2線の1面2線の駅となった。現在の南行線2線はNYW&Bの北行緩行線と南行急行線の路盤を使用し、ホームは北行急行線の路盤に設置されている。南行緩行線の路盤は線路が撤去されているだけで現在もその跡を見ることができる。現在の南行線2線は駅の北側で列車1編成分の長さを有し車止めで終わっている。
駅の北側は盛土上にあり南側は高架となっている。駅の南側ではNYW&Bの敷設していた4線に分岐している。なお、北行急行線のみ車止めで途切れており、南行急行線も定期旅客列車の運転はなされていない。

### 出口
駅舎への入口はライト・ストリートとダイアー・アベニューの交差点北東の一ヶ所にのみ存在し、駅舎にはきっぷ売り場、改札口、ホームへの2つの階段がある。